# Пярну (самоврядування)
Пя́рну (ест. Pärnu linn) — міське самоврядування в Естонії, адміністративна одиниця в повіті Пярнумаа, утворена під час реформи 2017 року шляхом об'єднання міського муніципалітету Пярну та сільських волостей Аудру, Пайкухе, Тистамаа.

## Географічні дані
Площа муніципалітету  — 858,07 км2, чисельність населення на 1 січня 2017 року становила 50500 осіб.

## Населені пункти
Адміністративний центр — місто Пярну.
На території муніципалітету також розташовані 
2 містечка: Лавассааре та Пайкузе
2 селища: Аудру та Тистамаа
49 сіл: Агасте (Ahaste), Арувялья (Aruvälja), Валґеранна (Valgeranna), Еассалу (Eassalu), Йиипре (Jõõpre), Кабрісте (Kabriste), Кіглепа (Kihlepa), Кийма (Kõima), Кярбу (Kärbu), Лемметса (Lemmetsa), Лійва (Liiva), Лінді (Lindi), Ліу (Liu), Малда (Malda), Маркса (Marksa), Оара (Oara), Папсааре (Papsaare), Пигара (Põhara), Пилдеотса (Põldeotsa), Рідалепа (Ridalepa), Саарі (Saari), Саулепа (Saulepa), Соева (Soeva), Соомра (Soomra), Туурасте (Tuuraste), Васкряема (Vaskrääma), Пилендмаа (Põlendmaa), Сельяметса (Seljametsa), Сілла (Silla), Таммуру (Tammuru), Алу (Alu), Вяраті (Värati), Ермісту (Ermistu), Кавару (Kavaru), Кастна (Kastna), Кипу (Kõpu), Кірасте (Kiraste), Лао (Lao), Лиука (Lõuka), Манія (Manija), Мяннікусте (Männikuste), Пеерні (Peerni), Поотсі (Pootsi), Пяракюла (Päraküla), Раммука (Rammuka), Ранніку (Ranniku), Селісте (Seliste), Тигела (Tõhela), Тиллі (Tõlli).